# Natalia Ginzburg
Natalia Ginzburg (nascuda amb el nom de Natalia Levi; Palerm, 14 de juliol de 1916 — Roma, 7 d'octubre de 1991) fou una premiada escriptora italiana que explorà en la seva obra les relacions familiars, la política dels anys del feixisme i dels anys posteriors, la Segona Guerra Mundial i la filosofia. Va ser autora de novel·les, relats breus i assaigs, i rebé els premis Strega i Bagutta. Va participar, així mateix, en política amb el Partit Comunista Italià.

## Biografia
Nascuda a Palerm, a l'illa de Sicília, Natalia Levi va passar la major part de la seva joventut a Torí amb la seva família. Son pare, Giuseppe Levi, era professor a la Universitat de Torí i un reconegut històleg. El pare era jueu i la mare, Lidia Tanzi, catòlica, però criaren els seus fills en l'ateisme. La seva llar era un centre cultural on els pares convidaven intel·lectuals, activistes i industrials. El 1933, amb 17 anys, Natalia va publicar el seu primer relat en la Revista Solaria: I Bambini. El 1938, Natalia es va casar amb Leone Ginzburg, amb qui tingué tres fills. El seu fill Carlo Ginzburg és un reconegut historiador de l'actualitat. Tot i que Natalia va poder viure relativament lliure d'atacs a la seva persona durant la Segona Guerra mundial, el seu marit fou obligat de 1941 a 1943 a l'exili interior a un poble deprimit dels Abruços per les seves activitats contra els feixistes. Durant la major part d'aquest temps ella i els seus fills van viure amb ell. Com a opositors del règim feixista de Mussolini, Natalia i el seu marit anaren secretament a Roma per publicar un diari antifeixista, fins que Leone fou arrestat. Va morir el 1944 després de ser greument torturat a la presó. El 1950 Natalia Ginzburg es va tornar a casar, aquest cop amb Gabriele Baldini, un estudiós de la literatura anglesa, amb qui es va instal·lar a Roma. Va morir el 1991.

## Obra
Després del seu matrimoni, Natalia va començar a emprar el cognom del seu marit, ocasionalment amb l'ortografia de Ginzberg. La seva primera novel·la fou publicada el 1942, durant el període més antisemita de la Itàlia feixista, sota el pseudònim d'Alessandra Tornimparte. Ginzburg va passar la major part de la dècada del 1940 treballant per a l'editorial Giulio Einaudi Editore a la ciutat de Torí, a banda de la seva escriptura literària. Va publicar conjuntament amb la major part dels escriptors més importants de la postguerra al seu país com Carlo Levi, Primo Levi, Cesare Pavese i Italo Calvino. La seva segona novel·la aparegué el 1947. La seva experiència durant la guerra i la del seu marit van canviar per sempre la seva identificació amb la seva identitat jueva, i va reflexionar profundament sobre qüestions relacionades amb la guerra i l'Holocaust, temes que va tractar en forma de ficció i assaigs. Més tard es va convertir al catolicisme, la qual cosa va causar polèmica entre el seu cercle, per la seva creença en Jesucrist com a jueu perseguit. A partir de 1950, el seu nou matrimoni i el trasllat a Roma, Ginzburg va iniciar el seu període més prolífic com a escriptora. Durant els següents 20 anys, va publicar les obres que la feren més reconeguda, fortament involucrades amb la vida cultural de la capital. El 1964 va interpretar el paper de Maria de Betània en la pel·lícula de Pier Paolo Pasolini L'Evangeli segons sant Mateu. Natalia Ginzburg va romandre involucrada en política durant tota la seva vida com a activista i polemista. Com molts altres prominents antifeixistes, durant un temps va ser membre del Partit Comunista Italià, i fou elegida membre del parlament italià com a candidata independent el 1983.

## Publicacions

### Novel·la i narrativa
- La strada che va in città (1942); edició en català: El camí que porta a ciutat, traducció d'Alba Dedeu. Girona: Edicions de la Ela Geminada, 2016 (ISBN 9788494595301)
- È stato così (1947); edició en català: Ha anat així, traducció d'Alba Dedeu. Girona: Edicions de la Ela Geminada, 2017 (ISBN 9788494595363)
- Tutti i nostri ieri (1952)
- Valentino (1957); edició en català: Valentino, traducció d'Anna Casassas. Girona: Edicions de la Ela Geminada, 2017 (ISBN 9788494732218)
- Sagittario (1957); edició en català: Sagitari, traducció de Marina Laboreo. Girona: Edicions de la Ela Geminada, 2018 (ISBN 9788494856105)
- Le voci della sera (1961); edició en català: Les veus del vespre, traducció d'Esteve Farrés. Barcelona: Columna / Edicions de l'Eixample, 1994 (ISBN 8488814046); Les veus del capvespre, traducció d'Esteve Farrés. Girona: Edicions de la Ela Geminada, 2019 (ISBN 9788494856150)
- Lessico famigliare (1963); edició en català: Vocabulari familiar, traducció de Mercè Trullén. Barcelona: Proa, 1989 (ISBN 8477390967); Lèxic familiar, traducció d'Elena Rodríguez. Barcelona: Àtic dels Llibres, 2018 (ISBN 9788416222254)
- Caro Michele (1973); edició en català: Estimat Michele, traducció de Teresa Muñoz Lloret. Barcelona: Edicions 62, 2008 (ISBN 9788429761337)
- Famiglia (1977)
- La famiglia Manzoni (1983)
- La città e la casa (1984); edició en català: La ciutat i la casa, traducció de Fina Figuerola. Vic: Eumo, 1990 (ISBN 8476021747); nova edició: traducció de Meritxell Cucurella-Jorba. Barcelona: Club Editor, 2017 (ISBN 9788473292146)

### Assaig i memòries
- Le piccole virtù (1962); edició en català: Les petites virtuts, traducció d'Elena Rodríguez. Barcelona: Àtic dels Llibres, 2015 (ISBN 9788416222100)
- Mai devi domandarmi (1970)
- Vita immaginaria (1974)
- Anton Cechov: Vita attraverso le lettere (1989); edició en català: Anton Txékhov: Vida a través de les lletres, traducció d'Elena Rodríguez i pròleg de Francesc Serés. Barcelona: Àtic dels Llibres, 2018 (ISBN 9788416222674)
- Serena Cruz o la vera giustizia (1990)
- È difficile parlare di sé: Conversazione a più voci condotta da Marino Sinibaldi (1999)
- Non possiamo saperlo: Saggi, 1973-1990 (2001)
- Un'assenza: Racconti, memorie, cronache, 1933-1988 (2016)

### Teatre
- Ti ho sposato per allegria (1966)
- Ti ho sposato per allegria e altre commedie (1968) [inclou Ti ho sposato per allegria, L'inserzione, Fragola e panna i La segretaria]; edició en català: Tot el teatre: I (1965-1967), traducció de Meritxell Cucurella-Jorba. Vilanova i la Geltrú: Prometeu, 2017 (ISBN 9788417000448) [inclou M'he casat amb tu per alegria, L'anunci, Maduixa i nata i La secretària]
- Paese di mare e altre commedie (1971) [inclou Dialogo, Paese di mare, La porta sbagliata i La parrucca]
- Teatro (1990) [inclou els textos de Paese di mare e altre commedie precedits per L'intervista i La poltrona]; edició en català: Tot el teatre: II (1968-1991), traducció de Meritxell Cucurella-Jorba. Vilanova i la Geltrú: Prometeu, 2018 (ISBN 9788417000899) [inclou Diàleg, Poble de mar, La porta equivocada i La perruca, precedits per L'entrevista i La butaca]; edició en català de L'entrevista, traducció d'Ignasi Roda Fàbregas. Barcelona: AADPC, 1997 (ISBN 8492054395)
- Tutto il teatro, a cura de Domenico Scarpa (2005) [inclou els textos de Ti ho sposato per allegria e altre commedie i Teatro, seguits d'Il cormorano]; edició en català: Tot el teatre, vols. I i II, traducció de Meritxell Cucurella-Jorba. Vilanova i la Geltrú: Prometeu, 2017-2018 [inclou tots els textos dels llibres anteriors i El corb marí]

## Adaptacions cinematogràfiques
- Ti ho sposato per allegria, dirigida per Luciano Salce el 1967, amb Giorgio Albertazzi, Michel Bardinet i Maria Grazia Buccella.
- Teresa, dirigida per Gérard Vergez el 1970, amb guió de Michel Arnaud i protagonitzada per Suzanne Flon i Anne Doat.
- Caro Michele, dirigida per Mario Monicelli el 1976, amb guió de Suso Cecchi D'Amico i Tonino Guerra. Protagonitzada per Mariangela Melato, Delphine Seyrig, Aurore Clément i l'escriptor Alfonso Gatto en el paper del pare de Michele.
- La mère, dirigida per Caroline Bottaro el 1995.
- Las voces de la noche, dirigida per Salvador García Ruiz el 2003.